# Conferències de la Haia de 1899 i 1907

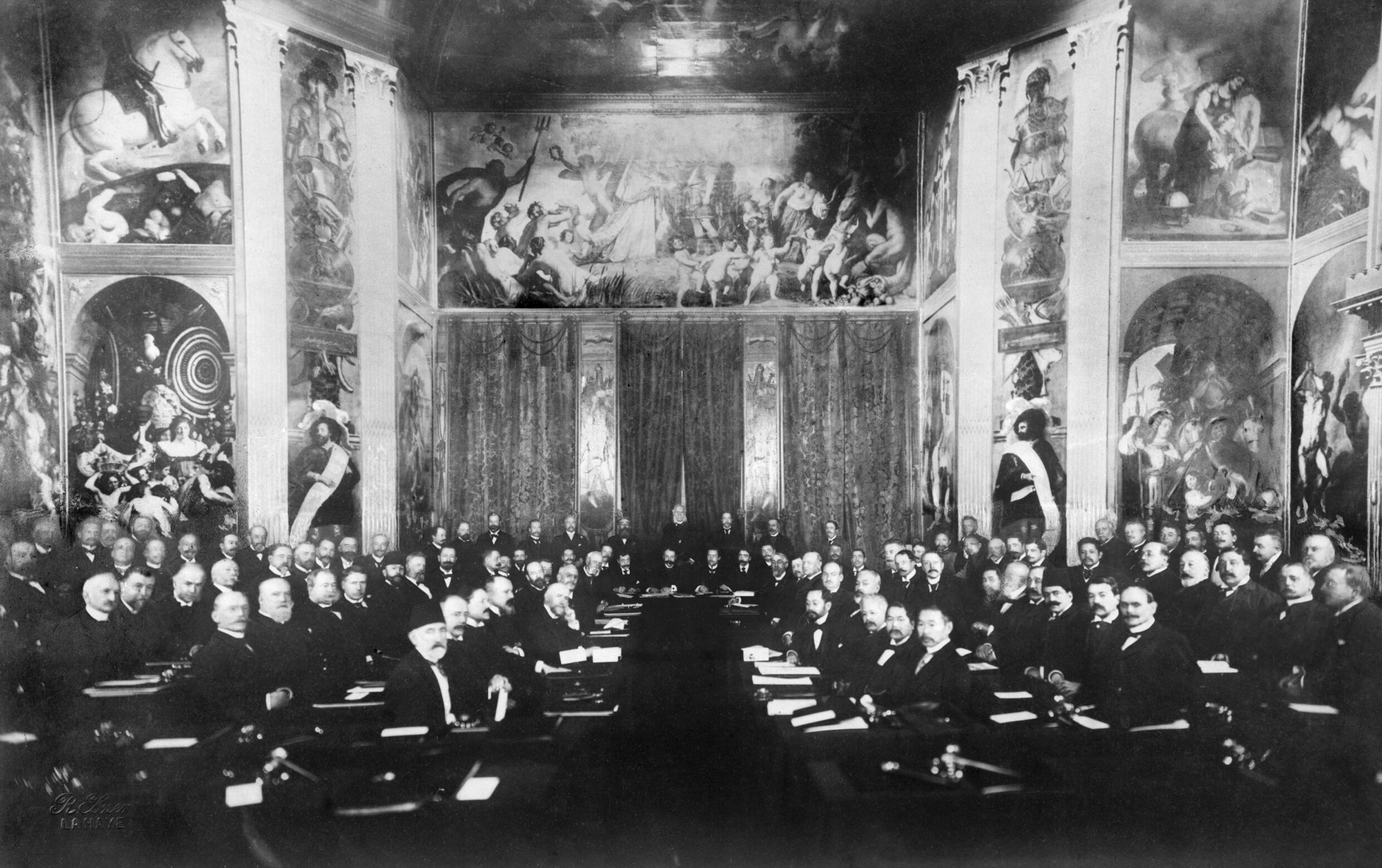
La primera Conferència de la Haia (1899): reunió al Saló Taronja del Palau Huis ten Bosch.

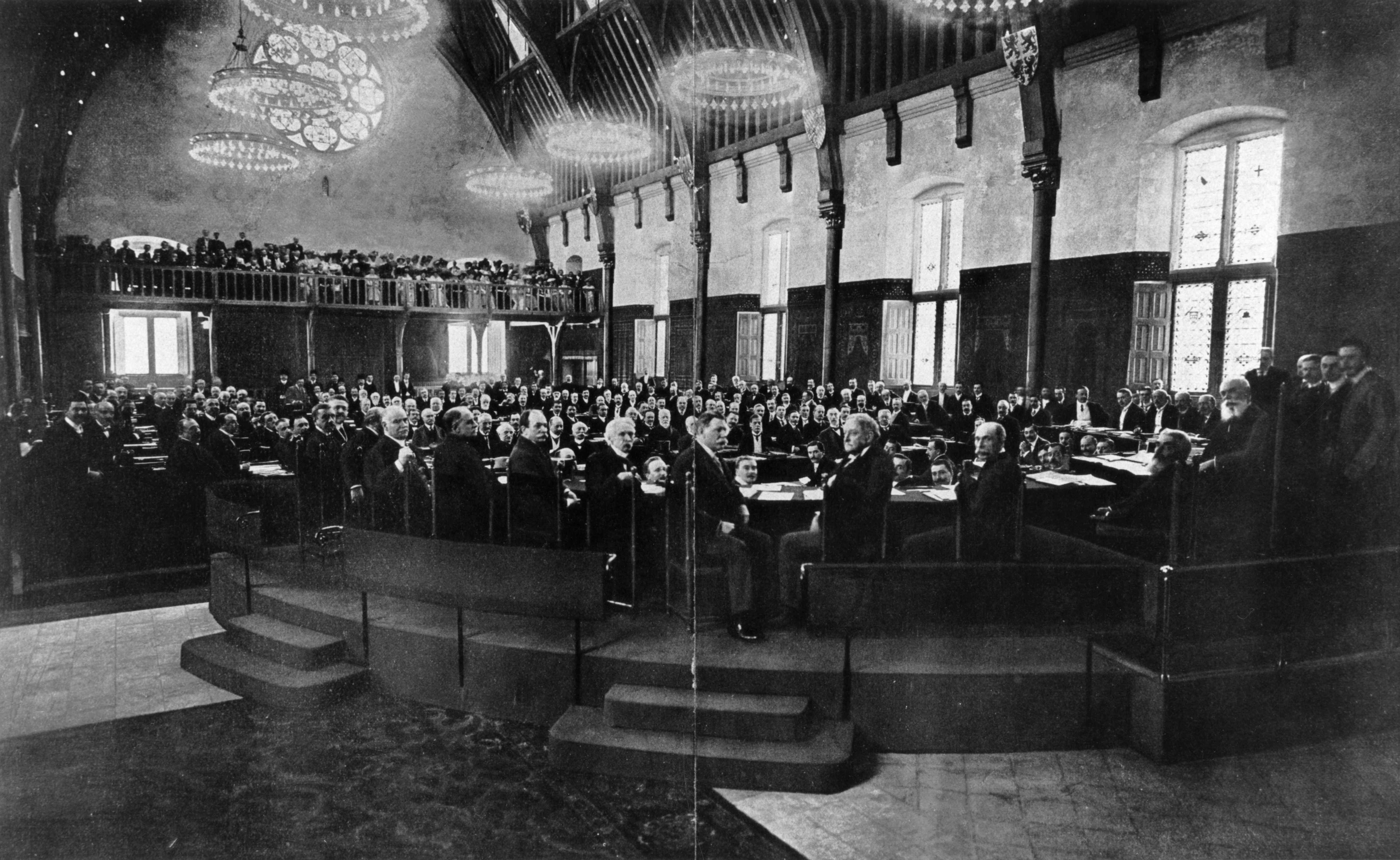
La segona Conferència de la Haia (1907): reunió al Ridderzaal.

Les Conferències de La Haia van ser unes conferències de pau internacionals que van tenir lloc a la localitat neerlandesa els anys 1899 i 1907 i on es van negociar una sèrie de tractats i declaracions internacionals. Juntament amb les Convencions de Ginebra són una de les primeres declaracions del dret de guerra i crims de guerra en el cos del secular dret internacional. Una tercera conferència havia de tenir lloc el 1914 i posteriorment va ser reprogramada per l'any següent, però finalment no va fer-se perquè va començar la Primera Guerra Mundial.

## Història
Les Conferències de la Haia de 1899 i 1907 van ser els primers tractats multilaterals que abordaven la conducta de la guerra i estaven en bona part basats en el Codi Lieber, que va ser signat i entregat per Abraham Lincoln a les forces de la Unió dels Estats Units el 1863 durant la Guerra de Secessió. El Codi Lieber va ser la primera llei general oficial codificada que establia normes de conducta en temps de llei marcial; protecció de civils i propietat civil, i càstig de la transgressió; desertors, presoners de guerra, ostatges i pillatge; partisans; espies; treves i intercanvi de presoners; llibertat condicional d'antigues tropes rebels; les condicions de qualsevol armistici i respecte a la vida humana; assassinat i magnicidi de soldats o ciutadans en territori hostil; i l'estat de les persones involucrades en una situació de guerra civil contra el govern. Com a tal, el codi va ser àmpliament considerat com el millor resum de les primeres lleis i costums consuetudinaris de guerra al segle xix i va ser rebut i adoptat pel personal militar d'altres països. La Declaració de Brussel·les de 1874 (que mai no va ser adoptada per totes les nacions més importants) va incloure 56 articles inspirats en el Codi Lieber. Gran part de la normativa en els Convenis de la Haia va ser manllevada en gran manera del Codi Lieber.

## Temes tractats
Ambdues conferències van incloure negociacions sobre desarmament, lleis de guerra i crims de guerra. Un gran esforç a les dues conferències va ser la creació d'un tribunal internacional obligatori per a l'arbitratge obligatori per a solucionar disputes internacionals, que es considerava necessari per reemplaçar la institució de la guerra. Aquest esforç, però, va fracassar a les dues conferències; en lloc d'això es va establir un fòrum voluntari d'arbitratge: el Tribunal Permanent d'Arbitratge. La majoria dels països presents, inclosos els Estats Units, el Regne Unit, Rússia, França, Xina i Pèrsia, van afavorir un procés per vincular l'arbitratge internacional, però la disposició va ser vetada per alguns països, liderats per Alemanya.

## Conferència de 1899

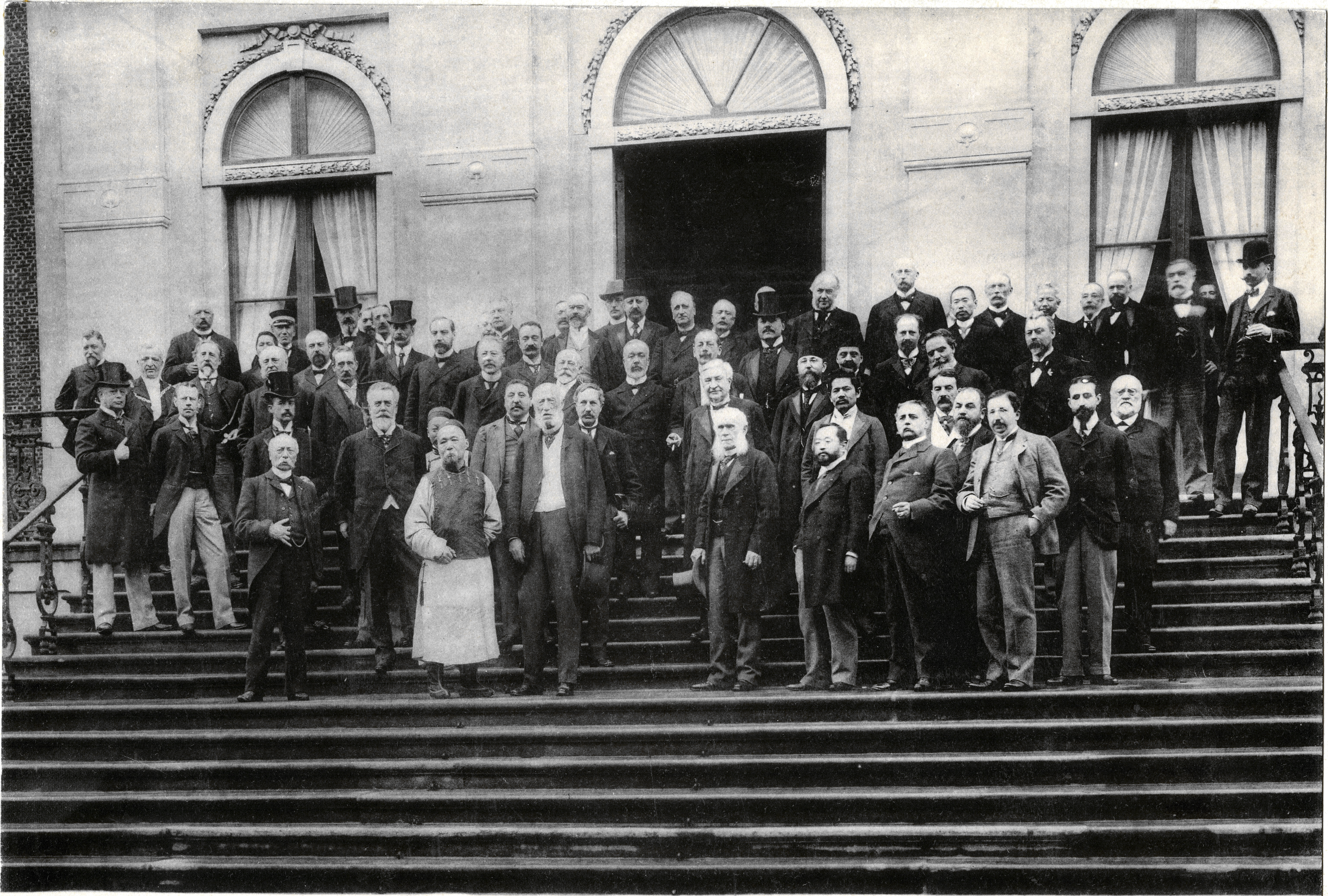
Els delegats de la Conferència de 1899, a les escales del Palau Huis ten Bosch.

La Primera Conferència de la Haia va sorgir d'una proposta per part del tsar rus Nicolau II, el 24 d'agost de 1898. Aquest, juntament amb el Comte Mikhail Nikolayevich Muravyov, el seu ministre d'afers exteriors, van tenir un paper decisiu en iniciar la conferència, que es va obrir el 18 de maig de l'any següent, l'aniversari del tsar. Els tractats, declaracions i acte final de la conferència es van signar el 29 de juliol del mateix any i van entrar en vigor el 4 de setembre de 1900. El que es coneix com el Conveni de la Haia de 1899 va consistir en tres principals tractats i tres declaracions addicionals:
- (I) Convenció per a l'acord pacífic de disputes internacionals[1]
Aquesta convenció incloïa la creació de la Cort Permanent d'Arbitratge, que existeix fins avui. La secció va ser ratificada per totes les grans potències i per moltes més petites: 26 signataris en total, entre ells Alemanya, Àustria-Hongria, Bèlgica, Xina, Dinamarca, Espanya, Estats Units, Mèxic, França, Regne Unit, Grècia, Itàlia, Japó, Luxemburg, Montenegro, Països Baixos, Pèrsia, Portugal, Romania, Rússia, Sèrbia, Siam, Suècia i Noruega, Suïssa, l'Imperi Otomà i Bulgària.[2]

- (II) Convenció pel que fa a les lleis i duanes de la guerra a la terra
Aquest voluminós conveni conté les lleis que s'han d'utilitzar en totes les guerres terrestres entre els signataris. Especifica el tractament dels presoners de guerra, inclou les disposicions de la Convenció de Ginebra de 1864 per al tractament dels ferits i prohibeix l'ús de verins, l'assassinat de combatents enemics que s'hagin rendit, el saqueig d'una ciutat o lloc i l'atac o bombardeig de ciutats o habitatges no defensades. Els habitants dels territoris ocupats no poden ser obligats a prestar servei militar contra el seu propi país i es prohibeixen els càstigs col·lectius. Aquesta secció va ser signada per totes les grans potències esmentades anteriorment, excepte la Xina.[3]
- (III) Convenció per a l'adaptació a la guerra marítima dels principis del Conveni de Ginebra del 22 d'agost de 1864
Aquesta convenció preveu la protecció dels vaixells hospitals marcats i els obliga a atendre els ferits i nàufrags de totes les parts bel·ligerants. També va ser ratificat per totes les grans potències.[4]
- (IV,1) Declaració relativa a la prohibició de l'abocament de projectils i explosius des de globus o per altres nous mètodes anàlegs.
Aquesta declaració estableix que, durant un període de cinc anys, en qualsevol guerra entre les potències signants, no es llançarien projectils o explosius des de globus, "ni per altres mètodes nous de naturalesa similar". La declaració va ser ratificada per totes les grans potències esmentades, excepte el Regne Unit i els Estats Units.[5]
- (IV,2) Declaració relativa a la prohibició de l'ús de projectils amb l'únic objecte d'estendre gasos verinosos asfixiants
Aquesta declaració estableix que, en qualsevol guerra entre les potències signants, les parts s'han d'abstenir d'utilitzar projectils "amb l'únic objectiu de difondre gasos asfixiants o nocius". Ratificada per totes les grans potències, excepte Estats Units.[6]
- (IV,3) Declaració relativa a la prohibició de l'ús de bales que es poden expandir o canviar fàcilment la seva forma dins de l'organisme humà, com ara bales amb una cobertura dura que no cobreix completament el nucli o que conté indentacions.
Aquesta declaració estableix que, en qualsevol guerra entre les potències signants, les parts s'han d'abstenir d'utilitzar "bales que s'expandeixin o s'aixafin fàcilment en el cos humà". Això prohibia directament les bales de punta tova (que tenien una coberta metàl·lica parcial i una punta descoberta) i les bales de "punta creuada" (que tenien una incisió en forma de creu en la seva punta per ajudar a l'expansió, anomenades també "Dum dums "per l'Arsenal Dum Dum de l'Índia). Va ser ratificada per totes les grans potències, excepte Estats Units.[7]

## Conferència de 1907

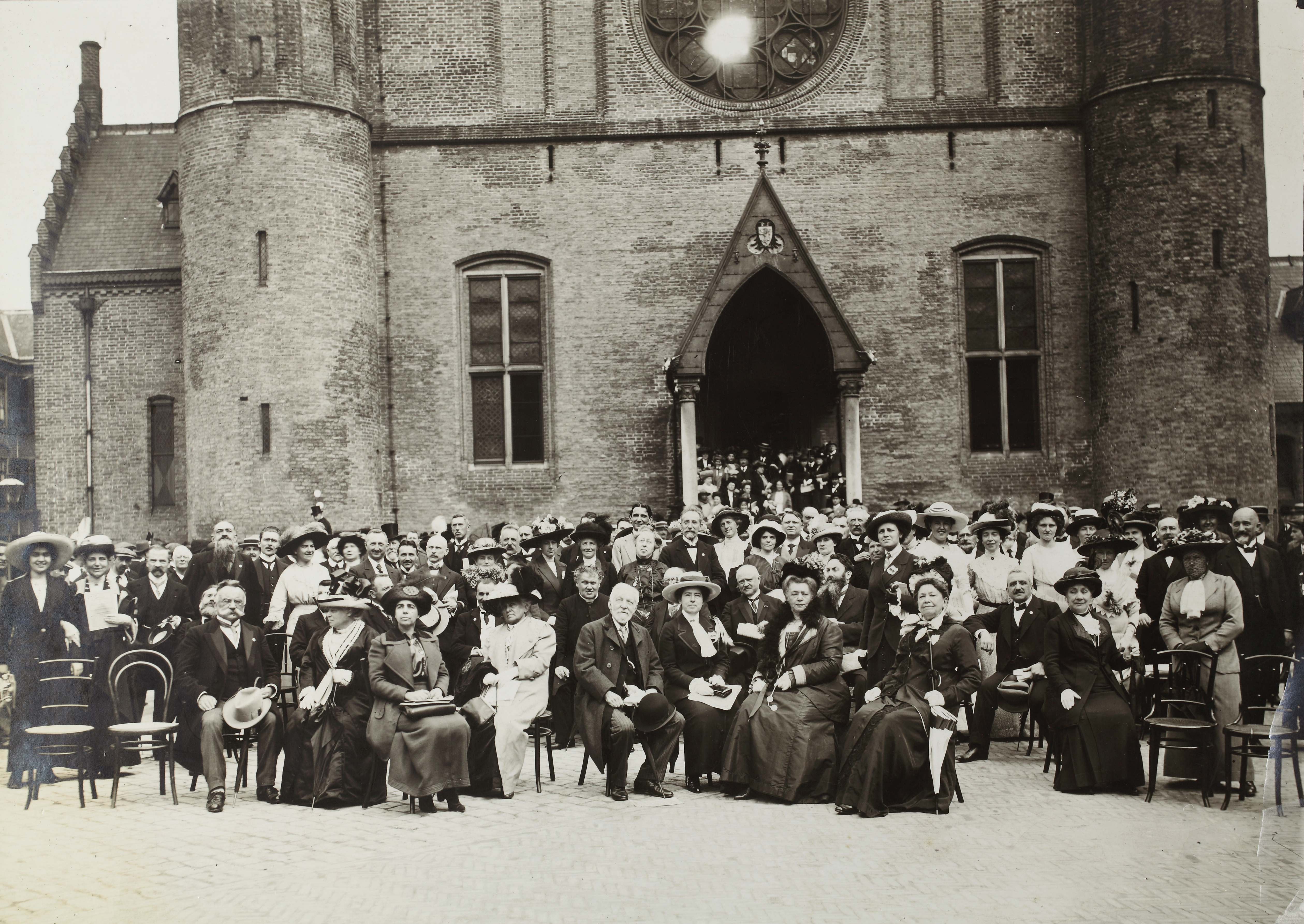
Els delegats de la Conferència de 1907, a la porta del Ridderzaal.

La segona conferència de la Haia va donar lloc a convencions que només contenien alguns avenços importants respecte la de 1899. Tanmateix, la reunió de les principals potències va presagiar els intents posteriors de cooperació internacional durant el segle xx. Theodore Roosevelt, president dels Estats Units, en va suggerir la seva convocatòria el 1904; es va ajornar a causa de la guerra entre Rússia i Japó, però finalment es va celebrar del 15 de juny al 18 d'octubre de 1907, amb el propòsit d'ampliar la convenció anterior modificant-ne algunes parts i afegint-hi nous temes; en particular, hi va haver un major enfocament en la guerra naval. Els tractats, declaracions i acte final de la segona conferència es van signar el 18 d'octubre de 1907, i van entrar en vigor el 26 de gener de 1910.
La Conferència de 1907 està formada per tretze tractats, dels quals dotze van ser ratificats i van entrar en vigor, i una declaració:
- (I) Convenció per a l'acord pacífic de disputes internacionals[8]
Aquest conveni confirma i amplia el Conveni (I) de 1899. Des de febrer de 2017, aquest conveni està en vigor per 102 Estats,[9] i 116 Estats han ratificat una o dues convencions, la de 1907 (I) i la de 1899 (I), que en conjunt són els documents fundadors de la Cort Permanent d'Arbitratge.[10]

- (II) Conveni sobre la limitació de l'ús de la força per a la recuperació de deutes contractuals[11]
- (III) Conveni relatiu a l'obertura d'hostilitats[12]
Aquesta convenció estableix el procediment acceptat perquè un Estat faci una declaració de guerra.

- (IV) Convenció sobre les lleis i duanes de la guerra a la terra
Aquest conveni confirma, amb petites modificacions, les disposicions del Conveni (II) de 1899. Totes les grans potències ho van ratificar.[13]

- (V) Conveni relatiu als drets i deures dels poders i persones neutrals en cas de guerra a la terra[14]
- (VI) Convenció relativa a la posició legal dels vaixells mercants enemics en el començament de les hostilitats[15]
- (VII) Conveni relatiu a la conversió de vaixells mercants en vaixells de guerra
- (VIII) Conveni relatiu a l'establiment de mines de contacte submarines automàtiques[16]
- (IX) Convenció sobre bombardeig per forces navals en temps de guerra[17]
- (X) Convenció per a l'adaptació a la guerra marítima dels principis de la Convenció de Ginebra (del 6 de juliol de 1906)
Aquesta convenció va actualitzar la Convenció (III) de 1899 per reflectir les esmenes que s'havien fet a la Convenció de Ginebra de 1864. El Conveni (X) va ser ratificat per tots els Estats importants, excepte Gran Bretanya,[18] i posteriorment va ser substituït pel Segon Conveni de Ginebra.

- (XI) Conveni relatiu a certes restriccions pel que fa a l'exercici del dret de captura en la guerra naval[19]
- (XII) Arxivat 2012-07-31 a Wayback Machine. Conveni relatiu a l'establiment d'un tribunal de premi internacional
Aquesta convenció hauria establert el Tribunal Internacional de Premis per a la resolució de reclamacions conflictives relacionades amb els vaixells capturats en temps de guerra. És l'única convenció que mai va entrar en vigor. Només va ser ratificat per Nicaragua.[20]

- (XIII) Convenció sobre els drets i deures dels poders neutrals en la guerra naval[21]
- (XIV) Declaració de prohibició de la descàrrega de projectils i explosius des de globus
Aquesta declaració ampliava les disposicions de la Declaració (IV, 1) de 1899 fins a la clausura de la prevista Tercera Conferència de Pau (que mai va arribar a celebrar-se). Entre les principals potències, només va ser ratificada per la Xina, Gran Bretanya i Estats Units.[22]

## Del Protocol de Ginebra als Convenis de la Haia
El Protocol de Ginebra va signar-se el 17 de juny de 1925 i va entrar en vigor el 8 de febrer de 1928, i tot i que no es va negociar als Convenis de la Haia se'l considera una addició d'aquests.
El seu únic article prohibeix permanentment l'ús de totes les formes de guerra química i biològica. El protocol va sorgir de l'augment del reclam públic contra la guerra química després de l'ús de gasos mostasses i agents similars en la Primera Guerra Mundial, i dels temors que les guerres química i biològica puguin produir conseqüències horroroses en qualsevol guerra futura. D'ençà el protocol ha estat incrementat per la Convenció sobre Armes Biològiques (1972) i la Convenció sobre Armes Químiques (1993).